# Nate Washington
Nate Washington (født 28. august 1983) er en amerikansk professionel amerikansk fodboldspiller, som spiller for det professionelle NFL-hold Tennessee Titans.